# 熬波图
《熬波图》成书于1334年，作者陈椿，是世界上最早的一部专门论述盐的生产和生产技术的作品，共绘制47张图解。
1. ↑  Tora; Vogel, Hans Ulrich. . Brill https://brill.com/display/title/299. 2021-09-13  [2023-02-12]. ISBN 978-90-04-48269-2. （原始内容存档于2023-03-17） （英语）. 缺少或|title=为空 (帮助)